# Dixon H. Lewis
Dixon Hall Lewis, född 10 augusti 1802 i Dinwiddie County, Virginia, död 25 oktober 1848 i New York, var en amerikansk demokratisk politiker. Han representerade delstaten Alabama i båda kamrarna av USA:s kongress, först i representanthuset 1829-1844 och sedan i senaten från 1844 fram till sin död.
Lewis flyttade 1806 till Georgia med sina föräldrar. Han flyttade 1820 till Autauga County, Alabama och studerade sedan juridik. Han inledde 1823 sin karriär som advokat i Montgomery, Alabama.
Lewis blev invald i representanthuset i kongressvalet 1828. Han omvaldes åtta gånger. Han efterträdde 1844 William R. King som senator för Alabama. Han avled fyra år senare i ämbetet.